# Viktoriya Sasonkina
Viktoriya Sasonkina (en ucraniano: Вікторія Сасонкіна; 7 de julio de 1988, Odesa) es una modelo ucraniana. Vive y trabaja en los Estados Unidos.

## Juventud
Sasonkina nació en Ucrania. De niña, estaba interesada en los gráficos y el dibujo. Tomó clases de arte durante siete años y nunca consideró el modelaje como una carrera. Después de terminar la escuela secundaria, fue a un casting de modelos para apoyar a una amiga, pero en su lugar fue notada por Stas Yankelevskiy, director de la división internacional de la agencia L-Models, quien luego la invitó a Kiev.

## Carrera
A los 17 años, Sasonkina firmó un contrato con la gran agencia de modelos Premium Models en París, e hizo su debut en la pasarela en el desfile de primavera de 2007 de Issey Miyake. Después de esto, se mudó a Londres por compromisos laborales. En febrero de 2007, Sasonkina fue fotografiada para su primer editorial de revista importante para el italiano Elle. En 2008, firmó un contrato con la agencia de modelos Women Management, cubriendo Nueva York y Milán, y trabajó con el fotógrafo Steven Meisel. Sasonkina se ha referido a Meisel como «el padrino de su carrera como modelo». Meisel la fotografió para una campaña de Calvin Klein que anunciaba pantalones vaqueros y las portadas de dos ediciones de Vogue Italia (septiembre de 2008 y enero de 2009).
Sasonkina ha aparecido en la portada de numerosas revistas internacionales, incluyendo Marie Claire, Elle y L'Officiel. Ha aparecido en la pasarela de Roberto Cavalli,  Diesel Dior, DKNY, Dolce & Gabbana, Gianfranco Ferré, John Galliano, Jean-Paul Gaultier, Marc Jacobs, Michael Kors, Missoni, Prada, Oscar de la Renta, Rodarte, Anna Sui, Topshop, Bottega Veneta, Versace, Vivienne Westwood y Jason Wu. Ha sido utilizada en anuncios para Yves Saint Laurent, Sonia Rykiel, Nordstrom, Mulberry, MAC, Calvin Klein, Alberta Ferretti y Barneys New York.